# سامانه همبسته ساز هشدار
سامانه همبسته ساز هشدار فرایند تجزیه و تحلیل هشدارها برای کاهش تعداد آنها ، از بین بردن مثبت های کاذب ، تشخیص سناریوهای پشت سر آنها است.
این سامانه برای تحلیل همبستگی رویدادهای ثبت شده توسط سامانه تشخیص نفوذ  و سامانه تشخیص نفوذ مبتنی بر میزبان، به خصوص در دراز مدت به کار میرود.
این سیستم دارای اهداف زیر است  :
- کاهش حجم هشدارها و اعلان ها
- وارسی صحت هشدارها
- استخراج حملات چندمرحله ای